# هانس باومان (متزحلق نوردي مزدوج)
هانس باومان (بالألمانية: Hans Baumann)‏ هو متزحلق نوردي مزدوج نمساوي، (و. 1909  م).

## وصلات خارجية
- هانس باومان على موقع أوليمبيديا (الإنجليزية)